# Backtesting
Backtesting bzw. Rückvergleich bezeichnet den Prozess, eine Strategie, Theorie oder ein Modell zu evaluieren, indem die Strategie bzw. die Theorie bzw. das Modell auf historische Daten angewendet wird. Typische Anwendungen für Backtesting sind zum Beispiel die Untersuchung der Fragen:
- Welche Ergebnisse hätte eine Handelsstrategie in der Vergangenheit auf einem Aktienmarkt gebracht?
- Wie gut passten die Vorhersagen eines Klimamodells mit dem tatsächlich eingetretenen Wetter zusammen?

Ein wesentlicher Unterschied zwischen Backtesting und anderen historischen Tests ist, dass beim Backtesting berechnet wird, wie sich eine Strategie verhalten hätte, wenn sie tatsächlich ausgeführt worden wäre. Daher ist es für ein korrektes Backtesting-Ergebnis nötig, die relevanten historischen Bedingungen richtig zu replizieren. Unter der Annahme, dass zukünftige Ereignisse eine große Ähnlichkeit zu vergangenen Ereignissen besitzen, kann Backtesting ein hilfreiches Werkzeug für Analysen und Prognosen sein.

## Backtesting in der Finanzwirtschaft und Ökonomie

### Backtesting bei Handelsstrategien
Neue Anlage- und Handelsstrategien auf Kapital- oder Aktienmärkten werden getestet, indem man beobachtet, welche Ergebnisse sie in der Vergangenheit geliefert hätten, wenn sie tatsächlich angewendet worden wären. Bei dieser Art des Backtestings wird versucht aus den „Fehlern der Vergangenheit“ zu lernen, ohne Geld zu verlieren. Da reale Daten als Grundlage dienen, erhofft man sich die Schwächen einer Strategie besser zu erkennen, als bei der Verwendung von synthetischen Daten. Backtesting wurde erstmals 1983 von Louis B. Mendelsohn in einer Handels-Software für den PC eingesetzt.

### Backtesting als Qualitätssicherung im Risikomanagement
Backtesting wird im Risikomanagement von Banken eingesetzt, um die Qualität des Risikomaßes Value at Risk zu überprüfen. Dabei wird verglichen, wie oft die prognostizierte Verlustgrenze überschritten wird. Bei zu vielen so genannten Ausreißern muss das Value at Risk Modell modifiziert werden. Auch bei Ratingmodellen müssen Banken regelmäßige Evaluierungen durchführen. Dabei spielt das Backtesting der Ausfallwahrscheinlichkeiten eine große Rolle. Es wird kontrolliert, inwieweit die vorhergesagte Anzahl von Ausfällen mit der tatsächlich eingetretenen Anzahl von Ausfällen übereinstimmt, wobei in der Praxis dafür oft der Binomialtest verwendet wird.

## Backtesting bei Klimamodellen
Backtesting spielt eine große Rolle bei der Evaluierung von Wettermodellen und Klimamodellen. Es wird getestet, ob neue Modelle mit historischen Eingabedaten auch das historische Wetter bzw. Klima reproduzieren können.